# Bousselam
Bousselam là một đô thị thuộc tỉnh Sétif, Algérie. Dân số thời điểm năm 2002 là 16.302 người.